# Becky Chambers
Becky Chambers, född 3 maj 1985 i Kalifornien i USA, är en amerikansk science fiction-författare. Hon är mest känd för sin bokserie Wayfarers, för vilken hon tilldelades Hugopriset 2019.

## Uppväxt, familj och utbildning
Chambers föddes 1985 i södra Kalifornien och växte upp utanför Los Angeles. I hennes familj fanns flera personer med intresse för olika NASA:s rymdutforskningsinsatser. Hon hade en astrobiologipedagog och en satellitingenjör som föräldrar. Hon blev tidigt fascinerad av rymden och dess utforskning. Under sin ungdom, efter att hon stött på en person som var skeptisk till sådana program och att deras finansiering bättre skulle användas för att lösa jordens problem, började hon studera i detalj människans ansträngningar att utforska kosmos, och drog slutsatsen att dessa ansträngningar var lovvärda, även om de nuvarande finansieringsmetoderna skulle kunna förbättras. Detta mycket inspiration till hennes författarskap.
Hon flyttade till San Francisco för att studera teater vid University of San Francisco.

## Karriär
Chambers arbetade med teaterledning och som frilansskribent innan hon självpublicerade sin första roman, The Long Way to a Small, Angry Planet 2014, efter att ha lyckats samla in pengar på Kickstarter. Romanen fick mycket beröm bland kritiker och nominerades till Kitschies-priset, den första självpublicerade romanen som gjorde det. Detta fick romanen att uppmärksammas av förlagsvärlden och den återpubliceras av Hodder Stoughton och Harper Voyager. Romanen var den första boken i Wayfarer-serien, och fick tre uppföljare, A Closed and Common Orbit, 2016, Record of a Spaceborn Few, 2018, och The Galaxy, and the Ground Within, 2021. Serien vann Hugopriset för bästa serie 2019. Hon publicerade en kortroman, To Be Teught, if Fortunate, i augusti 2019, med en berättelse som inte var kopplad till Wayfarers-böckerna. 2018 skrev hon på ett avtal med två böcker med Tor Books,  och den första boken, A Psalm for the Wild-Built, publicerades i maj 2021. Hon har sagt att Wayfarers-boken från 2021 skulle avsluta den serien.

## Stil och teman
Hennes Wayfarers-romaner utspelar sig i ett fiktivt universum,  där människor är relativa nykomlingar. Hon har hyllats för det starka världsbygget i serien, inklusive sina utomjordiska arter. Recensenter har berömt hennes komplexa och sympatiska personer som driver berättelsen. Hennes verk har omväxlande kritiserats och hyllats för det persondrivna tempot och avsaknaden av den typ av drivande handling som är typisk för andra rymdoperaromaner.

## Privatliv
Chambers har bott på Island och i Skottland innan hon återvände till Kalifornien, där hon för närvarande bor med Berglaug Asmundardottir, sin isländska fru, i Humboldt County.

## Utmärkelser

### Tilldelats
- Hugopriset för bästa serie 2019 (Wayfarers-serien)
- Prix Julia Verlanger 2017 ( A Closed and Common Orbit )

### Nominerad
- Locuspriset för bästa kortroman, 2020 ( To Be Teached, if Fortunate)
- British Science Fiction Award för bästa korta skönlitterära verk, 2020 (To Be Teached, if Fortunate)
- Hugopriset för bästa kortroman, 2020 (To Be Teached, if Fortunate)
- Hugopriset för bästa roman, 2019 (Record of a Spaceborn Few)
- Locuspriset för bästa science fiction-roman, 2019 (Record of a Spaceborn Few)
- Kitschies, Red Tentacle (Bästa roman), 2018 (Record of a Spaceborn Few)
- Hugopriset för bästa roman, 2017 (A Closed and Common Orbit)
- Arthur C. Clarke-priset, 2017 (A Closed and Common Orbit)
- British Science Fiction Award, 2017 (A Closed and Common Orbit)
- Arthur C. Clarke-priset, 2016 (The Long Way to a Small, Angry Planet)
- Women's Prize for Fiction, första nomineringsrundan, 2016 (The Long Way to a Small, Angry Planet)
- British Fantasy Awards, Sydney J. Bounds Best Newcomer, 2016 (The Long Way to a Small, Angry Planet)
- Grand prix de l'Imaginaire för bästa utländska roman, 2016 (The Long Way to a Small, Angry Planet)
- Otherwise Award, första nomineringsrundan, 2016 (The Long Way to a Small, Angry Planet)
- Kitschies, Golden Tentacle (bästa debut), 2015 (The Long Way to a Small, Angry Planet)